# Tučnice
Tučnice (Pinguicula) je rod rostlin z čeledi bublinatkovité (Lentibulariaceae) a patří mezi masožravé rostliny.

## Popis
Zástupci tučnic patří mezi vysoce adaptované masožravé rostliny. Lapací orgány tučnic jsou jedny z nejjednodušších mezi masožravými rostlinami - tučnice mají plochu listů pokrytou malými tentakulemi s kapičkou travicího enzymu, na který se droboučký hmyz nalepí. Podobně jako mnoho rosnatek mají některé tučnice schopnost při chycení kořisti list mírně ohnout a zvýšit tak asimilační plochu. Také zvyšují produkci trávicí tekutiny v místě dráždění. V Česku se přirozeně můžeme setkat s tučnicí obecnou (P. vulgaris) a tučnicí českou (P. bohemica), která je českým endemitem.

## Zástupci

### Tučnice s přezimovacími pupeny
- Pinguicula algida
- Pinguicula alpina
- Pinguicula balcanica
- Pinguicula balcanica var. tenuilaciniata
- Pinguicula bohemica
- Pinguicula corsica
- Pinguicula fiorii
- Pinguicula grandiflora
- Pinguicula grandiflora ssp. rosea
- Pinguicula leptoceras
- Pinguicula longifolia
- Pinguicula longifolia ssp. causensis
- Pinguicula longifolia ssp. dertosensis
- Pinguicula longifolia ssp. reichenbachiana
- Pinguicula macroceras
- Pinguicula macroceras ssp. nortensis
- Pinguicula macroceras var. macroceras
- Pinguicula mundi
- Pinguicula nevadensis
- Pinguicula poldinii
- Pinguicula ramosa
- Pinguicula vallisneriifolia
- Pinguicula variegata
- Pinguicula villosa
- Pinguicula vulgaris (tučnice obecná)

### Tučnice Latinské Ameriky s dvojtvarými a jednotvarými růžicemi
- Pinguicula acuminata
- Pinguicula agnata
- Pinguicula colimensis
- Pinguicula crassifolia
- Pinguicula cyclosecta
- Pinguicula debbertiana
- Pinguicula ehlersiae
- Pinguicula emarginata
- Pinguicula esseriana
- Pinguicula gigantea
- Pinguicula gracilis
- Pinguicula gypsicola
- Pinguicula hemiepiphytica
- Pinguicula heterophylla
- Pinguicula immaculata
- Pinguicula jaumavensis
- Pinguicula kondoi
- Pinguicula laueana
- Pinguicula macrophylla
- Pinguicula medusina
- Pinguicula moctezumae
- Pinguicula moranensis
- Pinguicula orchidioides
- Pinguicula rotundiflora
- Pinguicula sharpii
- Pinguicula zecheri

### Tučnice s jednotvarými růžicemi
- Pinguicula albida
- Pinguicula antarctica
- Pinguicula caerulea
- Pinguicula crystallina
- Pinguicula crystallina ssp. hirtiflora
- Pinguicula filifolia
- Pinguicula ionantha
- Pinguicula lignicola
- Pinguicula lusitanica
- Pinguicula lutea
- Pinguicula planifolia
- Pinguicula primuliflora
- Pinguicula pumila

### Tučnice, které zde nejsou dosud zařazeny
- Pinguicula benedicta
- Pinguicula calderoniae
- Pinguicula calyptrata
- Pinguicula casabitoana
- Pinguicula chilensis
- Pinguicula clivorum
- Pinguicula conzattii
- Pinguicula crenatiloba
- Pinguicula cubensis
- Pinguicula elizabethiae
- Pinguicula elongata
- Pinguicula greenwoodii
- Pinguicula imitatrix
- Pinguicula infundibuliformis
- Pinguicula involuta
- Pinguicula jackii
- Pinguicula laxifolia
- Pinguicula lilacina
- Pinguicula mesophytica
- Pinguicula mirandae
- Pinguicula oblongiloba
- Pinguicula parvifolia
- Pinguicula pilosa
- Pinguicula potosiensis
- Pinguicula rectifolia
- Pinguicula stolonifera
- Pinguicula takakii
- Pinguicula utricularioides